# Samuel Barathay
Samuel René Louis Barathay (* 1. Juni 1968 in Vinzier) ist ein ehemaliger französischer Ruderer. Er gewann 1996 die olympische Bronzemedaille im Doppelzweier, 1993 war er in dieser Bootsklasse Weltmeister.

## Sportliche Karriere
Barathay gewann mit dem Doppelvierer die Bronzemedaille bei den Junioren-Weltmeisterschaften 1985, im Jahr darauf belegte er den vierten Platz im Einer. 1987 erreichte er mit dem Doppelzweier den dritten Platz beim Match des Seniors, einem Vorläuferwettbewerb der U23-Weltmeisterschaften, 1988 war er Siebter. 1989 gewann er mit dem Doppelvierer die Goldmedaille beim Match des Seniors. Bei den Weltmeisterschaften 1989 belegte Barathay den zehnten Platz im Doppelzweier. Im Jahr darauf ruderte er mit dem Doppelvierer auf den neunten Platz bei den Weltmeisterschaften 1990, den gleichen Platz belegte der französische Doppelvierer auch 1991. Der Doppelvierer gewann bei den Mittelmeerspielen 1991 die Bronzemedaille. Bei den Olympischen Spielen 1992 startete der französische Doppelvierer in der Besetzung Fiorenzo Di Giovanni, Fabrice LeClerc, Yves Lamarque sowie Samuel Barathay und belegte den sechsten Platz.
1993 bildeten Barathay und Lamarque einen Doppelzweier. Sie gewannen den Titel bei den Mittelmeerspielen in Languedoc-Roussillon und bei den Weltmeisterschaften in Račice u Štětí. Bei den Weltmeisterschaften 1994 erkämpften Barathay und Lamarque die Bronzemedaille hinter den Norwegern und den Deutschen. Im Jahr darauf ruderte Barathay mit dem Doppelvierer auf den siebten Platz bei den Weltmeisterschaften. 1996 bei den Olympischen Spielen in Atlanta trat der 1,85 m große Barathay mit dem 2,01 m großen Frédéric Kowal im Doppelzweier an. Die beiden Franzosen gewannen ihren Vorlauf und ihr Halbfinale. Im Finale belegten sie hinter den Italienern und den Norwegern den dritten Platz mit anderthalb Sekunden Rückstand auf die Norweger.
Bei den Weltmeisterschaften 1997 belegte Barathay den sechsten Platz im Doppelvierer. Nach zwei Jahren Pause kehrte Barathay 2000 noch einmal zurück. Bei den Olympischen Spielen 2000 in Sydney belegten Yvan Deslavière, Guillaume Jeannet, Sébastien Vieilledent und Samuel Barathay den zehnten Platz im Doppelvierer.